# Буриданов магарац
Буриданов магарац је пример ироније на Буриданову тезу о слободи воље. То је пословично познат магарац који се налази између два потпуно једнако удаљена пласта сена и, пошто није у стању да се одлучи ни за један, он скапава од глади. У психологији се узима као пример конфликта двоструког привлачења, односно јаке амбиваленције. Парадокс Буридановог магарца је добио име по Жану Буридану, француском филозофу из 14. века. Буриданус Јоханес (умро око 1360) био је Окамов ученик и настављач. Као ректор Париског универзитета (1327–1328) јавно је бранио тезе номинализма. Буридан је доказивао да људска воља делује на основу мотива. Под једнаким околностима (лат: aequilibrium indifferentiae) воља би вероватно остала неодлучна. Одатле су Буриданови сколастички противници измислили тзв. Буридановог магарца, који стоји између два потпуно једнака пласта сена. Услед једнакости мотива магарац се не може одлучити на коју ће страну пре поћи, те нужно мора угинути од глади. 

## Буриданов магарац у изреци на латинском језику
Изрека на латинском језику каже: Asinus Buridani inter duo prata лат. (изговор: азинус буридани интер дуо прата). У преводу: Буриданов магарац између две ливаде.

## Пренесени смисао ове изреке
Изрека указује на човека који не може да се одлучи у избору између два циља. (Неодлучност је погубна)